# Причал

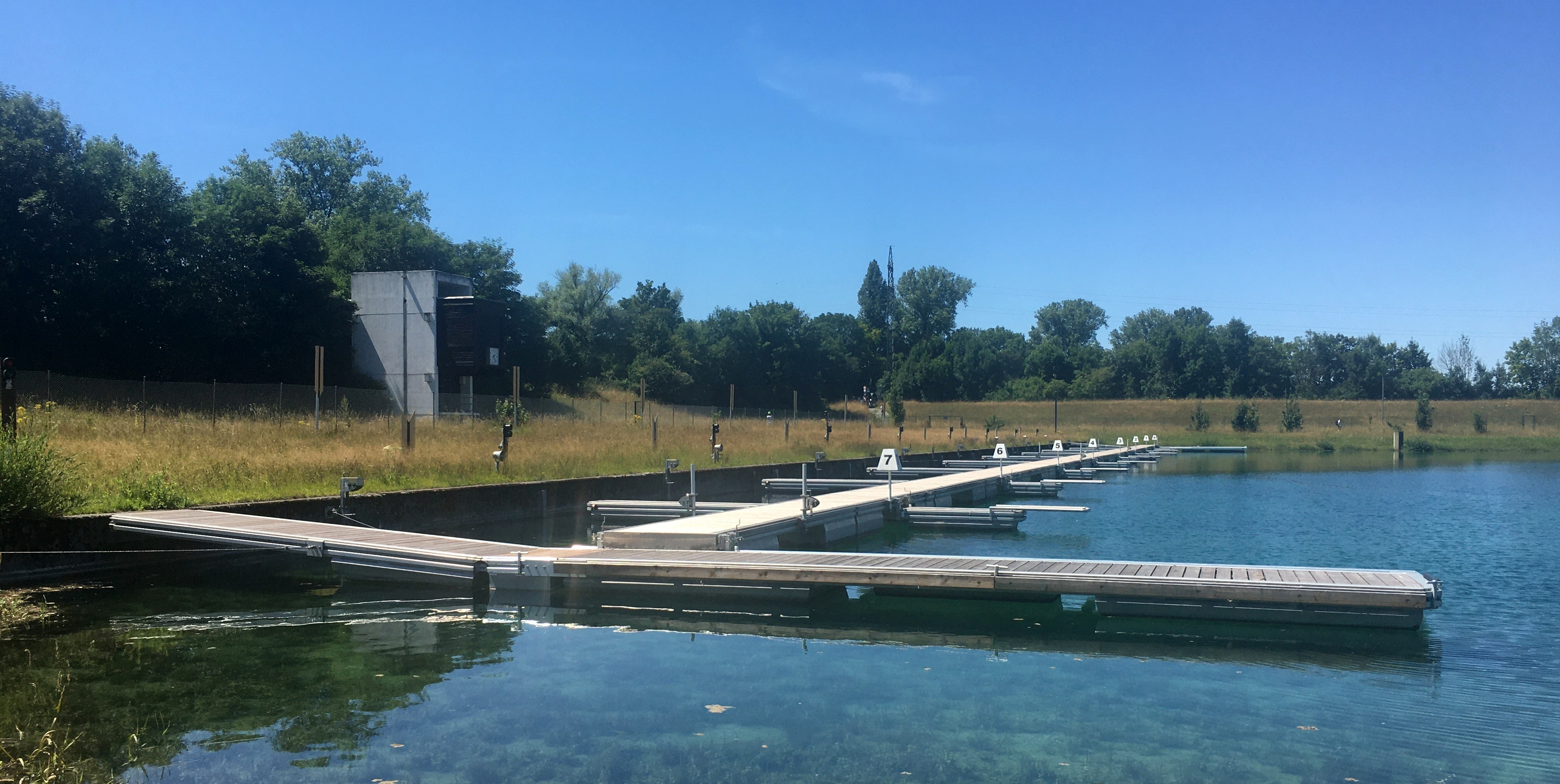
Причал біля зони арени для веслування, Німеччина.

Причал (англ. Berth) — це визначене місце в порту або гавані, яке використовується для швартування суден, коли вони не знаходяться в морі. Причали мають вертикальну передню частину, що дозволяє безпечно та безпечно швартуватись, що потім може полегшити розвантаження або завантаження вантажу або людей із суден.

## Локації в порту

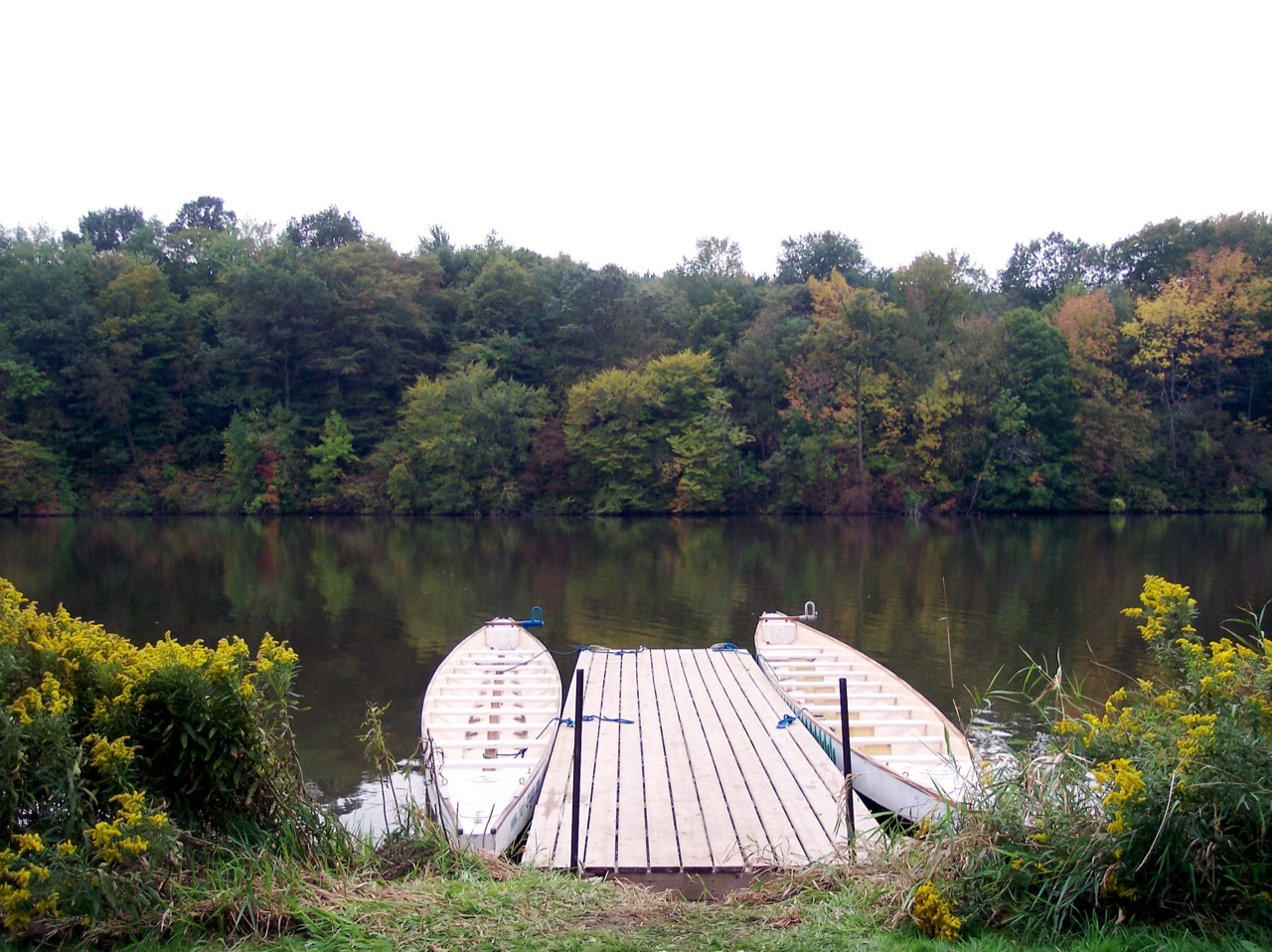
Два невеликих причалу типу марини

Причал — це термін, який використовується в портах і гаванях для позначення визначеного місця, де може бути пришвартовано судно, як правило, для цілей завантаження та розвантаження. Причали визначаються керівництвом об'єкта (наприклад, адміністрацією порту, капітаном порту). Судна призначаються до причалів цими органами.
Більшість причалів розташовані вздовж набережної або пристані (великі порти) або плавучого доку (малі гавані та пристані). Причали є загальними або специфічними для типів суден, які їх використовують. Розмір спальних місць коливається від 5–10 м для невеликого човна в пристані до понад 400 м для найбільших танкерів. Основне правило полягає в тому, що довжина причалу повинна бути приблизно на 10% більшою за найдовше судно, яке буде пришвартовано біля причалу.

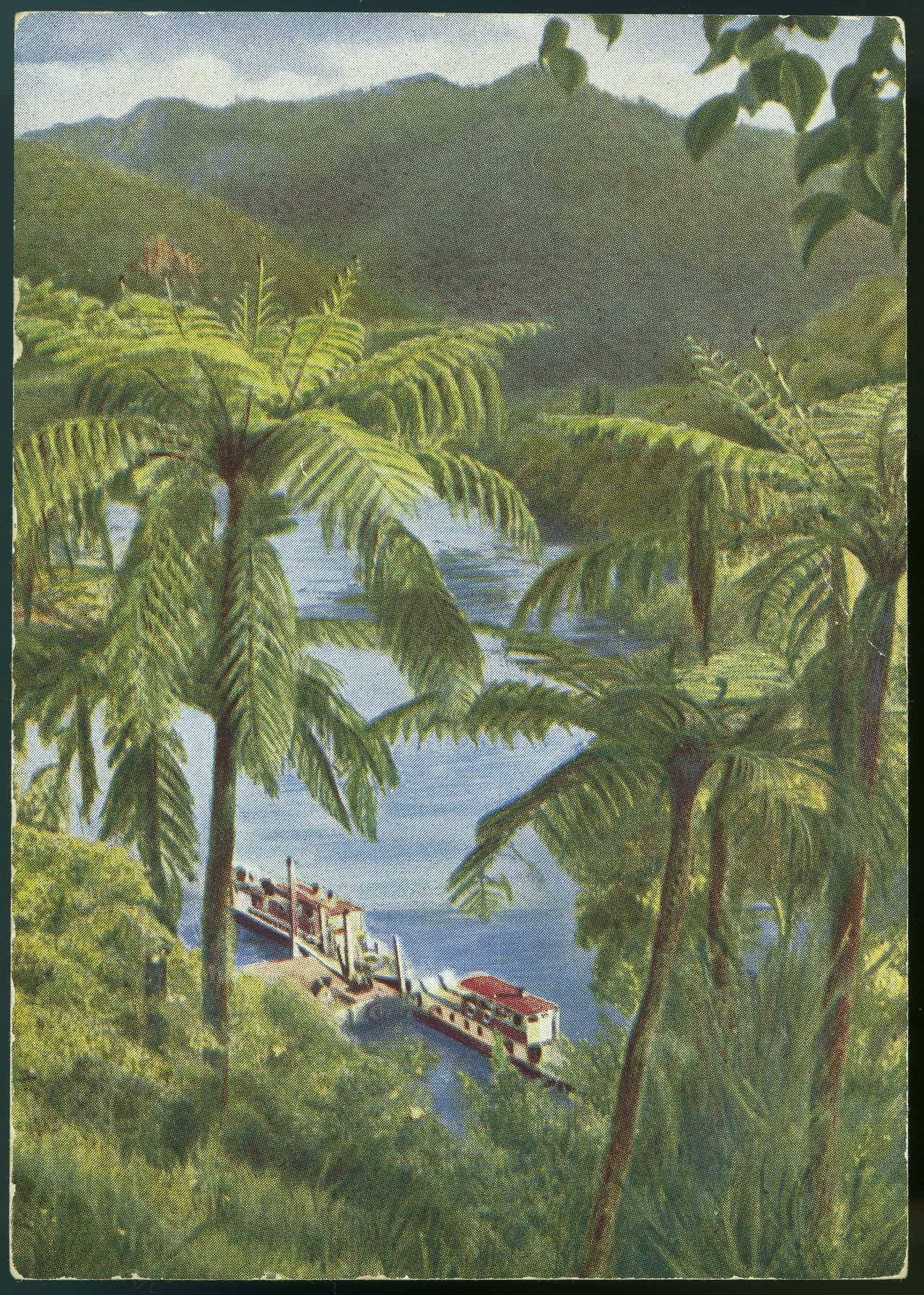
Причал у Піпірікі, річка Вангануї, Нова Зеландія, Листівка. 1930-ті роки.

## Типи причалів

### За конструкцією
Нижче наведено перелік типів причалів за способом конструкції:
Спальне місце з міцної конструкції
У цих причалах створюється суцільна вертикальна конструкція, яка містить наповнювальний матеріал, який доставляється до конструкції. Вони можуть бути побудовані з використанням конструкції гравітаційної стіни, де передня стінка конструкції використовує власну вагу та силу тертя, щоб утримувати наповнювач, або шпунтової конструкції, де анкерна пластина використовується для утримання ваги наповнювача.
Спальне місце відкритої конструкції
Відкриті причали мають конструкції, що підтримуються палями, розташованими трохи віддалено від берега від природного протяжності суші або найвіддаленішої протяжності насипу. Цей стиль причалу може запропонувати більшу гнучкість у специфічності конструкції, але також представляє більш складні проекти днопоглиблення згодом, а також обмежує кількість ваги, яку причал здатний підтримувати та протистояти.

### Берегове сполученням
Причали можна класифікувати за тим, чи вони прикріплені до берега:
Пальцевий пірс
Використовується для збільшення простору для причалів на довжину набережної. Пірси часто використовуються для малих і середніх суден, пов'язаних з пасажирськими подорожами. Пірси також можна використовувати для небезпечних вантажів, таких як військові вантажі, які не можна використовувати з морськими причалами через вимоги до ваги та обладнання. У цих випадках довгі пірси можуть сягати далеко від берега, маючи доступ для залізниці або інших способів переміщення вантажів.
Офшорний причал
Використовується, коли обробка вантажу або зберігання можуть бути небезпечними. Часто морські причали створюють для стоянки нафтогазових суден. Вони містять окремі конструкції, які називаються дельфінами, які мають крила та кнехти, розташовані відповідно до геометрії суден, які заходять до причалу.

### Вантажі
Нижче наведено перелік типів причалів залежно від вантажу, який заходять судна:
Наливний причал
Використовується для обробки сухих або наливних вантажів. Судна завантажуються за допомогою екскаваторів, конвеєрних стрічок та/або трубопроводів. Складські приміщення для сипучих вантажів часто розташовані поруч із причалом – наприклад, силоси або складські відвали.
Контейнерний причал
Використовується для обробки стандартних інтермодальних контейнерів. Завантаження та розвантаження суден здійснюється контейнерними кранами, спеціально розробленими для цього завдання. Ці причали матимуть великі площі землі для обробки контейнерів поблизу причалу, а також матимуть значне обладнання на причалі для сприяння швидкому переміщенню контейнерів на судна та з них. Уздовж набережної часто є велика рівна площа, яка використовується для зберігання як імпортованих, так і експортованих контейнерів.
Загальний причал
Використовується для обробки невеликих партій генеральних вантажів. Судна, які їх використовують, зазвичай мають власне підйомне обладнання, але деякі порти надають для цього мобільні крани. Вони звичайні для невеликих портів або портів, де звичайні вантажі спеціального проекту.
Причал (Layberth)
Причал, який використовується для простою суден. Судна, поставлені на гачок, можуть використовувати їх як проміжні пункти між експлуатаційним використанням і консервацією на морському швартуванні. Ці причали матимуть дуже мало доступу з боку суші або обладнання, за винятком того, що необхідно для кріплення судна.
Плавуче місце
Загальний причал для використання суднами протягом короткого періоду очікування, поки не стане доступним причал для завантаження або розвантаження. Ці причали можуть мати дуже базові зручності для палива, провізії та комунальних послуг для підтримки екіпажу та судна, доки не буде доступним причал призначення.
Рідкий причал
Використовується для обробки продуктів, пов'язаних з нафтою і газом. Причали розташовані в морі, щоб зберегти безпечну зону роботи від інших портових операцій. Судна завантажуються через завантажувальні рукави, що містять трубопроводи. Потім вантаж перекачується назад на берег через трубопроводи, які зазвичай занурені. Складські приміщення для продуктів зазвичай знаходяться на деякій відстані від причалу і з'єднані цими трубопроводами.
Причал Марини
Використовується для того, щоб дозволити власникам прогулянкових човнів сідати та виходити з них. Зазвичай уздовж понтонів і доступ до берега через навісні мости (у місцях припливів). Причали для яхт часто будуються з модульними можливостями для регулювання розміру причалу для різних форм і розмірів прогулянкових суден. Також часто зустрічається спеціальне обладнання для утримання човнів від води. Це дозволяє позбавити судно від негативного впливу впливу хвилі на корпус і допомагає запобігти ріст органіки на корпусі.
Х і Z спальні місця
Підходить для ядерних військових кораблів і є частиною оперативної військово-морської бази або верфі для будівництва та ремонту. Невід’ємною частиною механізмів безпеки для всіх причалів X є постійний відділ фізики здоров’я, місцева організація моніторингу надзвичайних ситуацій і місцевий план безпеки, підготовлений під егідою місцевого комітету зв’язку.